# تاریخچه صدا
تاریخچه صدا (به انگلیسی: The History of Sound) یک فیلم عاشقانه درام تاریخی آماده اکران به کارگردانی الیور هرمانوس است. این فیلم بر اساس داستان کوتاهی به همین نام نوشته بن شاتاک، درباره رابطه دو مرد جوان (جاش اوکانر و پل مسکال) است که در سال ۱۹۱۶ با هم آشنا می‌شوند و سپس در تابستان ۱۹۱۹ با هم سفر می‌کنند تا آهنگ‌های محلی خود را ضبط کنند. 

## داستان
دو مرد جوان در طول جنگ جهانی اول تصمیم گرفتند تا زندگی، صدا و موسیقی هموطنان آمریکایی خود را ضبط کنند. 

## انتشار فیلم
در ژوئن ۲۰۲۴، گزارش شد که فیلم به دلیل موسیقی و تولید صدا به موقع برای جشنواره‌های پاییزی آماده نخواهد شد و در عوض برای اولین بار در جشنواره فیلم کن در سال ۲۰۲۵ هدف قرار خواهد گرفت.